# Полівка великовуха
Альтикола великовуха, або гірська полівка великовуха (Alticola macrotis) — вид гризунів родини щурових (Arvicolidae), представляє рід гірська полівка (Alticola) триби Myodini. Жодного стосунку до роду «полівка» (Microtus) не має.

## Поширення
Вид поширений у Монголії та Росії (Східний Сибір від басейну Лени до Чукотського півострова).

## Опис
Довжина тіла сягає 12,5 см, хвоста — 3,0 см. Забарвлення хутра темно-сіре з коричневим відтінком.

## Спосіб життя
Вид мешкає у тундрі та високогірних степах.